# Dacota (genus)
Dacota is een geslacht van wantsen uit de familie van de Miridae (Blindwantsen). Het geslacht werd voor het eerst wetenschappelijk beschreven door Uhler in 1872.

## Soorten
Het genus bevat de volgende soorten:

- Dacota albipennis (Reuter, 1876)
- Dacota hesperia (Uhler, 1872)
- Dacota nigritarsis (Jakovlev, 1882)